# 응건
응건(應乾, 943년 3월 ~ 11월)은 남한(南漢) 중종(中宗) 유성(劉晟)의 첫번째 연호이다. 8개월 가량 사용하였다.

## 개원
- 광천(光天) 2년 3월 9일[1](943년 4월 16일)에 연호를 응건(應乾)으로 개원함.[2][3][4]

- 응건(應乾) 원년 11월 13일[5](943년 12월 12일)에 연호를 건화(乾和)로 개원함.[2][3][4]

## 연대 대조표
| 응건       | 원년                           |
| 서기(西紀) | 943년                          |
| 간지(干支) | 계묘(癸卯)                     |
| 후진(後晉) | 천복(天福) 8년                 |
| 민(閩)     | 영륭(永隆) 5년 천덕(天德) 원년 |
| 후촉(後蜀) | 광정(廣政) 6년                 |
| 남당(南唐) | 승원(昇元) 7년 보대(保大) 원년 |

## 참고 자료
- 중국의 연호 목록